# 恐怖伝説 怪奇!フランケンシュタイン
「恐怖伝説 怪奇!フランケンシュタイン（きょうふでんせつ かいき!フランケンシュタイン）とは、1981年7月27日に放送された、メアリー・シェリーによる怪奇文学を原作とした単発のテレビスペシャルアニメ。

## 解説
舞台は英国のスノードン地方。科学者のビクトル・フランケンシュタイン博士は、死者を用いて人造人間をつくる。しかし人造人間は落雷の力で蘇生した後、自らの出生を呪うようになり、悲観した博士はスイスへ逃げてしまう。
前年のテレビスペシャルアニメ『闇の帝王 吸血鬼ドラキュラ』の成功を受けて東映動画が制作した、夏の怪奇ものスペシャルアニメの第2作である。

## 放送時間
- 月曜19:00 - 20:51（JST）
  - 『タイガーマスク二世』（19:00 - 19:30）、『一休さん』（19:30 - 20:00）、『ドラマ・人間』（20:00 - 20:54）は全て休止、20:51 - 20:54には『ミニミニ招待席』を放送。

## キャスト
- フランケン - 小松方正
- エミリー - 小山茉美
- ビクトル博士 - 野沢那智
- スケル - 富山敬
- 老人 - 永井一郎
- エリザベス - 松島みのり
- ベルボ警部 - 八奈見乗児
- ばあや - 山本圭子
- フィリップ - 塩屋翼
- 学長 - 寺田誠
- 刑事1 - 田中崇
- 刑事2 - 塩沢兼人

## スタッフ
- プロデューサー - 小泉美明(テレビ朝日)、勝田稔男(東映動画)、鈴木武幸(東映)
- 製作担当 - 横井三郎
- 脚本 - 酒井あきよし
- 音楽 - 羽田健太郎
- 美術進行 - 木村透
- 仕上進行 - 松原明徳
- 記録 - 黒石陽子
- 進行主任・演助 - 関口孝治
- 演出助手 - 貝沢幸男
- 撮影 - 白井久男
- 編集 - 吉川泰弘
- 録音 - 神原広巳
- 音響効果 - 伊藤道広
- 選曲 - 宮下滋
- 現像 - 東映化学
- 美術設定 - 坂本信人
- 美術 - 海老沢一男
- キャラクターデザイン・作画監督 - 芦田豊雄
- 監督 - 芹川有吾
- 制作 - テレビ朝日、東映

## 主題歌
- 『ふたりの空』
編曲 - 羽田健太郎
作曲 - 穂口雄右
歌 -  山野さと子
作詞 - 伊藤アキラ
- 『花たちの日々』
歌 – かおりくみこ
作曲 - 羽田健太郎
編曲 - 羽田健太郎
作詞 - 伊藤アキラ

以上二つを収録したEPも発売された。